# Fritz Ebner (Paläontologe)
Fritz Ebner (* 27. Juli 1946 in Graz) ist ein österreichischer Paläontologe und Geologe.

## Leben
Fritz Ebner wurde 1971 an der Universität Graz zum Dr. phil. im Fach Paläontologie promoviert und habilitierte sich ebenda 1978 in Mikropaläontologie und Stratigraphie. Während seines Studiums wurde er 1967 Mitglied der Grazer Burschenschaft Arminia. Von 1972 bis 1986 war er als wissenschaftlicher Mitarbeiter am Landesmuseum Joanneum in Graz in der Abteilung für Geologie, Paläontologie und Bergbau tätig. 1986 wurde er außerordentlicher Professor am Institut für Geowissenschaften der Montanuniversität Leoben.
Ebner forscht unter anderem in den Bereichen Paläontologie und Stratigraphie.
Ihm wurde der Theodor-Körner-Preis verliehen.

## Veröffentlichungen (Auswahl)
- Die Conodontenfauna des Devon/Karbon-Grenzbereiches am Elferspitz (Karnische Alpen, Österreich). In:  Mitt. Abt. Geol., Paläont. u. Bergbau, Landesmuseum Joanneum, 33, 1973, S. 35–49.
- Das Paläozoikum des Elferspitz (Ashgill bis Unterkarbon; Karnische Alpen Österreich). In: Verhandlungen der Geologischen Bundesanstalt 1973, S. 155–293 (zobodat.at [PDF; 1,5 MB]).